# 1943-as magyar teniszbajnokság
Az 1943-as magyar teniszbajnokság a negyvennegyedik magyar bajnokság volt. A bajnokságot május 22. és június 1. között rendezték meg Budapesten, a BEAC Mező utcai pályáján.

## Eredmények
| Versenyszám  | Arany                                | Arany | Ezüst                                            | Ezüst | Bronz                                                                                           | Bronz |
| ------------ | ------------------------------------ | ----- | ------------------------------------------------ | ----- | ----------------------------------------------------------------------------------------------- | ----- |
| Férfi egyéni | Asbóth József BBTE                   |       | Szigeti Ottó Újpesti TE                          |       | Katona Zoltán Újpesti TE                                                                        |       |
| Női egyéni   | Peterdy Márta MAC                    |       | Flórián Aliz BBTE                                |       | dr. Gallner Ferencné BSEJusits Ilona BBTE                                                       |       |
| Férfi páros  | Asbóth József, dr. Mayer Sándor BBTE |       | Gábori Emil, Szigeti Ottó MAC, Újpesti TE        |       | Szentpéteri Emil, Frigyessy Tibor BSEKatona Zoltán, Fehér Kálmán Újpesti TE                     |       |
| Női páros    | Flórián Aliz, Jusits Ilona BBTE      |       | Henschné Somogyi Klára, dr. Hidassy Dezsőné BEAC |       | Vad Zsuzsa, Zsitvay Zoltánné BBTEPeterdy Márta, dr. Gallner Ferencné MAC, BSE                   |       |
| Vegyes páros | dr. Mayer Sándor, Flórián Aliz BBTE  |       | Asbóth József, Jusits Ilona BBTE                 |       | Macskási Vladimir, Henschné Somogyi Klára MAFC, BEACSzigeti Ottó, Peterdy Márta Újpesti TE, MAC |       |